# Netzarim
Netzarim est une ancienne colonie israélienne située dans la bande de Gaza, quand le territoire palestinien était sous occupation israélienne. L'établissement, qui comptait 60 familles de colons, faisait partie du Goush Katif, et fut la dernière colonie de la bande de Gaza à être évacuée en août 2005, conformément au plan de désengagement.

## Histoire

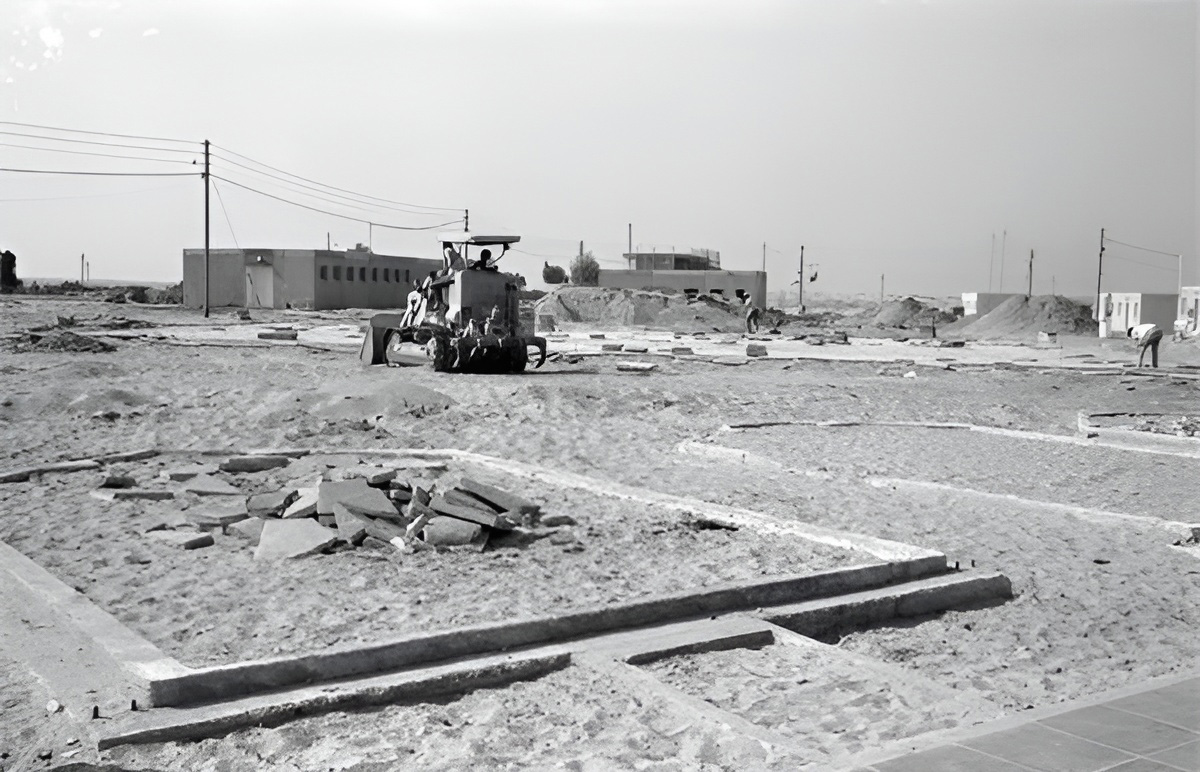
Construction par les Nahal de la colonie israélienne de Netzarim, dans la bande de Gaza, novembre 1972.

En 1972, 5 ans après le début de l'occupation israélienne à la suite de la guerre des Six Jours, la colonie est d'abord établie comme une base militaire du Nahal, organisation militaro-agricole.
En 1984 le site devient un kibboutz juif orthodoxe, puis un village quelques années après.
La première attaque de la seconde intifada, un attentat à la bombe, a lieu à Netzarim le 27 septembre 2000, provoquant la mort d'un Israélien. Le jeune Palestinien Mohammed al-Durah est abattu le 30 septembre 2000 au carrefour de Netzarim par des soldats israéliens.

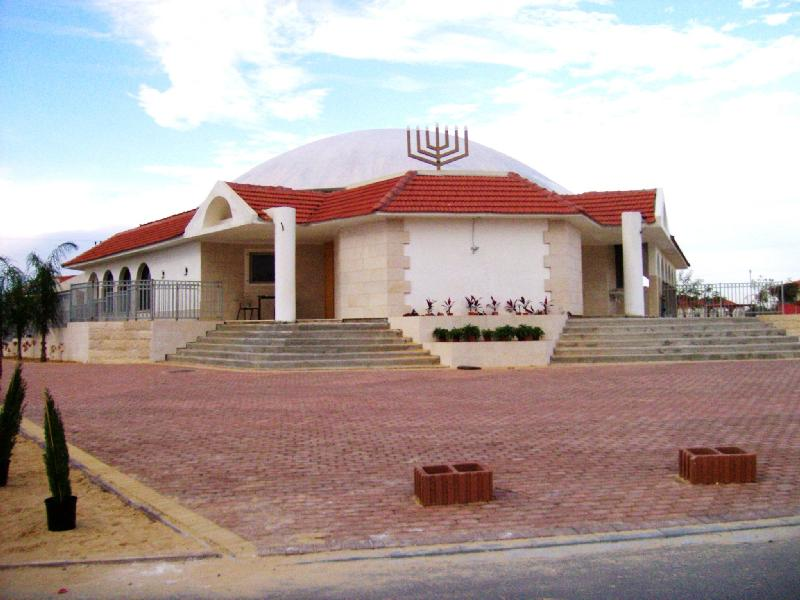
Synagogue de Netzarim, en 2005, détruite depuis.

Netzarim est évacuée dans le calme le 2 août 2005. Ce retrait met fin à 38 ans d'occupation israélienne dans la bande de Gaza. Certains des colons partent fonder le moshav Bnei Netzarim (les « Fils de Netzarim »), dans l'ouest du Néguev.
Après l’évacuation de la colonie, l’armée israélienne est chargée de déménager les biens laissés par les colons et de superviser la destruction de leurs maisons. Le 12 septembre 2005, des Palestiniens incendient et vandalisent la synagogue, levant des drapeaux du Hamas et du Jihad islamique palestinien à son sommet. Elle sera détruite ce jour-là.
Depuis l'occupation de la bande de Gaza par Israel en 2023, le corridor de Netzarim désigne la zone qui coupe la bande de Gaza en deux dans sa partie nord.